# Hruškovica
Hruškovica je selo sjeverno od Vrbovca. 

## Povijest
Hruškovica je staro selo, a kanonska vizitacija spominje ga 1771. godine. U doba feudalizma žive ovdje slobodnjaci, vojni obveznici, oslobođeni od većine kmetskih podavanja. 1802. godine dijele posjed Patačići i Galjufi.